# Karim Leklou
Karim Leklou (Sèvres, 20 giugno 1982) è un attore francese.

## Biografia

### Primi anni e formazione
Nasce nel 1982 a Sèvres, figlio unico di un magazziniere immigrato algerino e una receptionist bretone, che divorziano quando lui ha 7 anni. Leklou rimane col padre, crescendo nella banlieue di Saint-Cyr-l'École, negli Yvelines. Privato di altre figure familiari di riferimento (non conoscerà mai i nonni paterni), lega molto con suo padre attraverso numerose visioni domestiche di film che rappresenteranno l'origine della sua passione per il cinema: «Da bambino, avevo un rapporto silenzioso con mio padre. Quei film che guardavamo in cassetta erano il nostro modo di comunicare [...] e svagarci, io dopo la scuola e lui dopo il lavoro». In particolare gli rimarrà impressa la visione a 10 anni di Fa' la cosa giusta (1989) di Spike Lee.
Dopo una laurea triennale all'istituto tecnico (baccalauréat STT), con specializzazione in risorse umane, e un brevet de technicien supérieur, trova lavoro nel settore alberghiero. Mentre aiuta degli amici a girare un cortometraggio, viene notato da un direttore del casting che gli offre un lavoro da comparsa nel film Commis d'office. L'esperienza lo spinge a cominciare a frequentare i corsi serali del Cours Florent, lavorando come addetto di telemarketing per permetterseli, e presentarsi assieme all'amico Taha Lemaizi ad un provino per il film Il profeta (2009); verranno entrambi presi e Leklou esordirà così nel suo primo ruolo con battute, una piccola parte nel ruolo di un detenuto musulmano.

### Carriera
Dopo Il profeta, trova un agente e comincia a tempo pieno la carriera d'attore. Nel 2011 ottiene i primi ruoli secondari di rilievo al cinema in Un'estate da giganti e La sorgente dell'amore. Il primo ruolo da protagonista arriva nel 2015 col film Coup de chaud. Si impone nel 2018 come protagonista del film gangster Il mondo è tuo, che gli vale una candidatura al premio César per la migliore promessa maschile, e viene distribuito su Netflix nel resto del mondo, così come tre anni più tardi anche il poliziesco BAC Nord, campione d'incassi in Francia. Sempre nel 2018, comincia a interpretare il medico legale franco-albanese Arben Bascha nella serie Ippocrate - Specializzandi in corsia, con cui si mostra ulteriormente al grande pubblico. Nel 2025 vince il premio César per il migliore attore interpretando un affettuoso genitore adottivo nel film Le Roman de Jim.

## Filmografia parziale

### Cinema
- Il profeta (Un prophète), regia di Jacques Audiard (2009)
- Le Nom des gens, regia di Michel Leclerc (2010)
- Les Hommes libres, regia di Ismaël Ferroukhi (2011)
- Un'estate da giganti (Les Géants), regia di Bouli Lanners (2011)
- La sorgente dell'amore (La Source des femmes), regia di Radu Mihăileanu (2011)
- 11.6, regia di Philippe Godeau (2013)
- Suzanne, regia di Katell Quillévéré (2013)
- Grand Central, regia di Rebecca Zlotowski (2013)
- Les Anarchistes, regia di Élie Wajeman (2015)
- Voir du pays, regia di Delphine e Muriel Coulin (2016)
- Riparare i viventi (Réparer les vivants), regia di Katell Quillévéré (2016)
- Quattro vite (Orpheline), regia di Arnaud des Pallières (2016)
- Si tu voyais son cœur, regia di Joan Chemla (2017)
- Il mondo è tuo (Le monde est à toi), regia di Romain Gavras (2018)
- Allons enfants (La Troisième Guerre), regia di Giovanni Aloi (2020)
- BAC Nord, regia di Cédric Jimenez (2021)
- Il patto del silenzio - Playground (Un monde), regia di Laura Wandel (2021)
- Vincent deve morire (Vincent doit mourir), regia di Stéphan Castang (2023)
- Le Roman de Jim, regia di Arnaud e Jean-Marie Larrieu (2024)
- L'amore che non muore (L'Amour ouf), regia di Gilles Lellouche (2024)

### Televisione
- The Last Panthers – miniserie TV, 4 puntate (2015)
- Ippocrate - Specializzandi in corsia (Hippocrate) – serie TV, 22 episodi (2018-2024)

## Teatro
- La Troade di Robert Garnier, regia di Valérie Dréville. Théâtre de l'Aquarium di Parigi (2011)

## Riconoscimenti
- Premio César
  - 2019 – Candidatura alla migliore promessa maschile per Il mondo è tuo
  - 2022 – Candidatura al migliore attore non protagonista per BAC Nord
  - 2025 – Migliore attore per Le Roman de Jim
- Premio Lumière
  - 2024 – Candidatura al migliore attore per Vincent deve morire
  - 2025 – Candidatura al migliore attore per Le Roman de Jim
- Torino Film Festival
  - 2015 – Migliore attore per Coup de chaud

## Doppiatori italiani
Nelle versioni in italiano dei suoi film e serie televisive, Karim Leklou è stato doppiato da:
- Gabriele Sabatini in Ippocrate - Specializzandi in corsia, Vincent deve morire
- Gianluca Crisafi in Quattro vite
- Francesco De Francesco in BAC Nord
- Roberto Gammino in Il mondo è tuo
- Carlo Petruccetti in Allons enfants
- Alessandro Rigotti in Riparare i viventi
- Luca Sbaragli in Il patto del silenzio - Playground
- Edoardo Stoppacciaro in La sorgente dell'amore
- Massimo Triggiani in L'amore che non muore